# Grand Prix Jef Scherens 1992
La 26e édition du Grand Prix Jef Scherens a eu lieu le 30 août 1992. Elle a été remportée par le Belge Hendrik Redant.

## Classement final
Hendrik Redant remporte la course en parcourant les 184 km en 4 h 33 min 0 s à la vitesse moyenne de 40,439 km/h ; 134 coureurs ont pris le départ.
| Classement final | Classement final       | Classement final | Classement final            | Classement final  |
|                  | Coureur                | Pays             | Équipe                      | Temps             |
| ---------------- | ---------------------- | ---------------- | --------------------------- | ----------------- |
| 1er              | Hendrik Redant         | Belgique         | Lotto-Mavic-MBK             | en 4 h 33 min 0 s |
| 2e               | Johan Museeuw          | Belgique         | Lotto-Mavic-MBK             |                   |
| 3e               | Olaf Ludwig            | Allemagne        | Panasonic-Sportlife         |                   |
| 4e               | Herman Frison          | Belgique         | Tulip Computers-Koga Miyata |                   |
| 5e               | Patrick Van Roosbroeck | Belgique         | La William-Duvel            |                   |
| 6e               | Brian Holm Sørensen    | Danemark         | Tulip Computers-Koga Miyata |                   |
| 7e               | Marc van Orsouw        | Pays-Bas         | Panasonic-Sportlife         |                   |
| 8e               | Rudy Verdonck          | Belgique         | Gatorade-Châteaux d'Ax      |                   |
| 9e               | Jo Planckaert          | Belgique         |                             |                   |
| 10e              | Fabrice Naessens       | Belgique         | Lotto-Mavic-MBK             |                   |
| modifier         |                        |                  |                             |                   |